# Marujama Júicsi
Marujama Júicsi (Tokió, 1989. június 16. –) japán válogatott labdarúgó.

## Pályafutása

### Válogatottban
A japán válogatottban 2 mérkőzést játszott.

## Statisztika
| Japán válogatott | Japán válogatott | Japán válogatott |
| Időszak          | Mérk.            | gól              |
| ---------------- | ---------------- | ---------------- |
| 2016             | 2                | 0                |
| Összesen         | 2                | 0                |